# Ramosella thalli
Ramosella thalli är en insektsart som beskrevs av Mckamey och Lewis L. Deitz 1996. Ramosella thalli ingår i släktet Ramosella och familjen hornstritar. Inga underarter finns listade i Catalogue of Life.